# Héctor Vernengo Lima
Héctor Antonio Vernengo Lima (Goya, 2 de septiembre de 1889-Buenos Aires, 16 de junio de 1984), fue marino y ministro argentino. 

## Familia
Era hijo de Pedro Vernengo fallecido en 1909 (cuyo padre Giuseppe Vernengo había llegado a Argentina en 1848 proveniente de Moneglia, un pueblo cercano a Génova), y de Amalia Lima, fallecida en 1934. Héctor tuvo tres hijas: María Lucrecia Vernengo Lima, Maria Amalia Vernengo Lima y Maria Virginia Vernengo Lima.  
Su madre, Amalia Lima era descendiente de una familia de españoles llegadas a América antes de la independencia; Héctor tuvo 3 hermanos: Horacio, Luis y Mario, y una hermana, Amalia.  
Era nieto de Joaquín Lima (1800-1864) quien se enroló en el ejército como tambor en el ejército de San Martín alcanzando el grado de Sargento Mayor, como unitario perteneció al ejército de Lavalle luego de la muerte de Lavalle emigra hacia Bolivia con el cadáver de Lavalle (es citado como el Sargento Lima en la obra de "Romance de la muerte del Gral. Lavalle") luego emigra al Uruguay donde vivía vendiendo empanadas, un amigo uruguayo lo manda de capataz a un campo de cerca de Goya donde se casa con Catalina Fagiani abuela de Héctor de ese matrimonio nace Amalia Lima (*1869 y + 1934) madre de Héctor. Joaquín Lima tenía hermanos federales rosistas de los que descienden los Atucha Lima, familia muy rica.

## Carrera
Cursa sus estudios primarios y al finalizar los mismos se traslada a Buenos Aires para cursar sus estudios secundarios en el colegio Jesuita de El Salvador . Ya a los 15 años tenía su vocación por la carrera naval, que su padre no compartía por lo que al cursar cuarto año rindió libre el quinto año y luego se prepara para ingresar en la Escuela Naval Militar como Aspirante de Marina el 15 de marzo de 1907 egresando como Guardiamarina el 17 de marzo de 1911 habiendo obtenido el primer puesto en el orden de su promoción por lo que fue condecorado con diploma y medalla de oro.
Su primera navegación la realiza en la fragata Sarmiento entre el 17 de julio de 1910 y el 17 de marzo de 1911 habiendo navegado 24.266 millas náuticas en 8 meses.
Navegó en los cruceros Belgrano y Rivadavia del que fue su comandante, fue jefe de la escuadra de torpederos de la escuadra de mar.
El 20 de marzo de 1917 siendo Alférez de Navío fue incorporado a la escuadra norteamericana, en plena Primera Guerra Mundial destinado al acorazado New York en el que se embarca el 1 de abril de 1917, el 15 de noviembre del mismo año fue trasladado al acorazado South Carolina con el grado de Teniente de Fragata hasta el 23 de mayo de 1918, en ambos buques se desempeña como oficial de tiro habiendo sido condecorado por el Gobierno de EE. UU., durante su desempeño en la flota Americana conoció a quien posteriormente fuera el Almirante Chester W. Nimitz quien en la Segunda Guerra Mundial siendo comandante del portaaviones Wyoming firma la rendición del Japón.
Siendo Capitán de Fragata integra el primer cuerpo de profesores de la escuela de Guerra naval inaugurada el 30 de julio de 1934 en una ceremonia a la que asistieron el presidente de la República, General Agustín P. Justo y el ministro de Marina, Capitán de Navío Eleazar Videla.
Comandó entre otras naves la cañonera Rosario, el destructor "Tucumán" y el acorazado "Rivadavia" El 14 de octubre de 1938 fue designado director de la Escuela de Guerra Naval.
El 10 de mayo de 1939, meses antes de la Segunda Guerra Mundial, se embarca en el acorazado San Francisco buque insignia de la VII división de cruceros de la marina de EE. UU. con destino a Valparaíso / Chile atravesando el estrecho de Magallanes con la totalidad de la flota americana “sin perder ningún buque” como él solía recordar.
El 1 de marzo de 1940 fue designado Director de la Escuela Naval Militar, siendo director, se habilitaron algunos cuerpos de la nueva edificación, viéndose la posibilidad de iniciar los cursos de 1942 en la nueva sede. en noviembre de 1944 como jefe de Estado mayor comando el crucero la Argentina, Fue presidente del Centro Naval, Canciller (interino).
El 22 de mayo de 1945, siendo jefe del Estado Mayor General de la Armada Argentina, envío una comunicación al ministro de Marina, dejando constancia de que, según informaciones del Ministerio de Relaciones Exteriores, se había constatado la presencia de submarinos alemanes en el Atlántico Sur, que tratarían de llegar a "aguas japonesas". el 28 de julio, el jefe del Estado Mayor Naval, acompañado por otros nueve almirantes, presentó tres reclamos básicos; la celebración inmediata de elecciones; que ningún miembro del gobierno realizase propaganda política en beneficio propio; y que no se pusieran los recursos del gobierno a disposición de ningún candidato. posteriormente asume el cargo de Ministro de Marina. y Ministro de Justicia e Instrucción Pública.
El 10 de octubre por la noche el Coronel Juan Domingo Perón, que el día 9 había sido destituido por la presión de sectores civiles y militares de su cargo de Secretario de Trabajo y Previsión, pronuncia ante decenas de miles de obreros reunidos frente a la Secretaría un encendido discurso de despedida. El 12 de octubre en la plaza San Martín se realiza una concentración de los sectores adversos al gobierno militar (y particularmente a la figura de Perón) en la que se pedía se entregue el gobierno a la Suprema Corte de Justicia de la Nación. En ella, Vernengo Lima habló desde el balcón del Círculo Militar prometiendo que la situación política se normalizaría, ante lo cual una mujer del público le grita "igual que el de anoche", a lo que Vernengo Lima le respondió: "Señora, yo no soy Perón, y usted no tiene derecho a dudar de mis palabras". Estas palabras, "Yo no soy Perón", con los años fueron tomadas por Eva Perón en  La razón de mi vida: "...el pueblo hizo callar la voz de la oligarquía y de aquel que dijo 'Yo no soy Perón'... por lo que se transformó en uno de los emblemas del antiperonismo de la época.
A solicitud del Presidente Edelmiro J. Farrell, que tenía información que un grupo de oficiales del ejército quisiera matar a Perón, Vernengo Lima ordena su traslado a la isla Martín García para protegerlo.
En 1956 fue designado miembro del tribunal superior de honor de la Marina de Guerra, el 12 de junio de 1959 siendo almirante en retiro activo fue designado como adscripto en la comisión naval en Europa. 
Recibió condecoraciones de los Gobiernos de EE. UU. y del Paraguay , durante los últimos años de su vida fue el Decano de la Marina de Guerra hasta su muerte a los 95 años el 18 de junio de 1984.